# Campeonato Paraense de Futebol de 1971
O Campeonato Paraense de Futebol de 1971 foi a 59.ª edição da principal divisão do futebol do Pará. Organizada pela Federação Paraense de Futebol, a competição contou com a participação de oito clubes. O Paysandu sagrou-se campeão, conquistando seu 27º título estadual, enquanto o Remo ficou com o vice-campeonato. Bené, do Paysandu, foi o maior goleador do certame, com 20 gols marcados.

## Participantes
| Equipe      | Cidade | Títulos (mais recente) | Part. |
| ----------- | ------ | ---------------------- | ----- |
| Combatentes | Belém  | 0 (não possui)         | 21    |
| Júlio César | Belém  | 0 (não possui)         | 24    |
| Paysandu    | Belém  | 26 (1969)              | 55    |
| Remo        | Belém  | 22 (1968)              | 55    |
| Sacramenta  | Belém  | 0 (não possui)         | 6     |
| Sport Belém | Belém  | 0 (não possui)         | 4     |
| Sporting    | Belém  | 0 (não possui)         | 2     |
| Tuna Luso   | Belém  | 8 (1970)               | 37    |

## Premiação
| Campeonato Paraense de 1971   |
| Belém                         |
| ----------------------------- |
| Paysandu Campeão (27º título) |